# Leen van den Berg
Maria Magdalena (Leen) van den Berg (Ukkel, 8 april 1956) is een Vlaams schrijfster.

## Leven
Leen van den Berg groeide op aan de rand van Brussel (Watermaal-Bosvoorde en Tervuren), ging in Sint-Pieters-Woluwe naar de middelbare school, behaalde nadien een master in Geschiedenis aan de Katholieke Universiteit Leuven en volgde later een opleiding tot psychoanalytica (Brussel). Ze woonde lange tijd in Bonheiden en Keerbergen; sinds 1999 woont ze in Rotselaar bij Leuven.
Van 1999 tot 2001 gaf van den Berg les aan de Schrijversvakschool 't Colofon in Nederland. 
Sinds 1997 is ze docente ‘Creatief schrijven’ aan het Conservatorium van Hasselt en sinds 2007 ook aan de Academie in Haasrode bij Leuven. Ze begeleidt er mensen in hun schrijfproces. Ze stond mee aan de wieg van de opleiding tot schrijfdocent die in Vlaanderen wordt georganiseerd door de koepelorganisatie Creatief Schrijven en wordt geregeld gevraagd als gastdocent door het EACWP, de Europese organisatie die schrijfdocenten internationaal opleidt en bijschoolt. 
Ze gaf en geeft nog steeds schrijfateliers in Vlaanderen en het buitenland (o.m. Suriname en Zuid-Afrika). 
In Zuid-Afrika werkte ze mee aan de vorming van jeugdauteurs in opdracht van PRAESA, het project dat in 2015 de Astrid Lindgrenprijs ontving.

## Werk
Van den Berg schreef aanvankelijk scenario’s voor film en televisie en enkele jeugdromans in samenwerking met Beatrijs Peeters. Daarna ging ze op de solotoer met onder meer 'Maskers', 'Lege ogen' en 'De vraag van Olifant'.  Sinds 2006 geeft ze haar jeugd- en prentenboeken uit bij uitgeverij De Eenhoorn.
In 2005 schreef ze met 'Soeur Sourire', na het (oorspronkelijke) filmscenario,  haar eerste roman voor volwassenen. In 2015 volgde de historische roman ‘Zoon in Congo’, waarvoor ze jarenlang research deed. In 2020 volgde 'Alles is krom', een humoristische satire op de post corona samenleving. In oktober 2022 verscheen 'Vuurvader'. Deze Vlaamse historische fictieroman, gesitueerd binnen de setting van Congo-Vrijstaat, geeft een duidelijk beeld van de kolonie aan het eind van de 19e eeuw, de periode van de rubberterreur.
Haar werk werd inmiddels vertaald in het Duits, Engels, Frans, Portugees, Spaans, Italiaans, Deens, Zweeds, Chinees, Koreaans, Roemeens, Turks en Zuid-Afrikaans.
‘De vraag van olifant’, geïllustreerd door Kaatje Vermeire, werd bekroond met een White Raven in 2012 (Duitsland) en een Crescer in 2015 (Brazilië).
Wegens haar kwalitatieve werk wordt van den Berg gesubsidieerd door het Vlaams Fonds voor de Letteren met het geven van lezingen.

## Literaire prijzen en nominaties
- De vraag van olifant, De Eenhoorn, 2011 - White Raven, Duitsland, 2012 en Crescer, Brazilië, 2015
- Maskers, Clavis, 2000 - nominatie Kinderjury 2001, Jonge Cervantesprijs Gent, 2001 en nominatie Prijs voor de Letterkunde van de provincie Brabant, 2001
- Lege ogen, Clavis, 2001 - nominatie Kinderjury 2003